# پرونده سرد
پرونده سرد (به انگلیسی: Cold Case) یک مجموعهٔ تلویزیونی آمریکایی در ژانر پلیسی است که توسط مردیث استیم ساخته شده‌است. نخستین قسمت این سریال در تاریخ ۲۸ سپتامبر ۲۰۰۳ از شبکه سی‌بی‌اس به روی آنتن رفت. سریال، داستان گروهی پلیس در شهر فیلادلفیا را دنبال می‌کند که سعی در حل پرونده‌های جنایی حل نشده دارند. کاترین موریس، جاستین چیمبرز، دنی پینو، جان فین، جرمی رچفورد و تریسی توماس بازیگران ثابت سریال هستند.
پرونده سرد بعد از پنج فصل توسط شبکه کنسل شد.